# Autoba subcinerea
Autoba subcinerea là một loài bướm đêm trong họ Erebidae.